# Marta Filippi
Marta Filippi (Roma, 30 novembre 1993) è una doppiatrice, comica e attrice italiana.

## Biografia
Nata a Roma, dopo il diploma al liceo classico frequenta la facoltà di archeologia presso l'Università "La Sapienza" di Roma, dove si laurea nel 2017. Parallelamente agli studi universitari, inizia ad appassionarsi al teatro e alla musica, e per questo si iscrive alla scuola di recitazione Teatro Azione di Roma, insieme a Francesco Oliviero e Maria Grazia Putini. Nel 2017 inizia a studiare anche doppiaggio nell'Accademia di doppiaggio di Roma, allieva di Christian Iansante e Roberto Pedicini. Nel 2018 doppia Sabrina Spellman, la protagonista della serie di Netflix Le terrificanti avventure di Sabrina.
Tra il 2020 e il 2021, inizia anche la carriera cinematografica nel film N.E.E.T. di Andrea Biglione. Nello stesso periodo crea un profilo Instagram, lacasadimarta, dove si cimenta come attrice comica in alcuni personaggi ispirati agli abitanti del quartiere romano dei Parioli. Nel 2022, appare in alcuni programmi televisivi di Rai2 come Bar Stella e Stasera tutto è possibile. Nel 2023 partecipa alla terza edizione del programma comico LOL - Chi ride è fuori.
Nel 2024 recita nel ruolo di Jamila nel film Maschile plurale e recita nella serie di Now Ritoccati. Nello stesso anno doppia il personaggio Invidia nel film di animazione Inside Out 2.

## Doppiaggio

### Film
- Kristine Frøseth in Sierra Burgess è una sfigata
- Kaitlyn Akinpelumi in L'accademia del bene e del male
- Charlotte Speciel in Ippocrate
- Mariana Treviño in Non così vicino
- Marinus Hohmann in Benvenuto in Germania!
- Iliza Shlesinger in Pieces of a Woman
- Paulina Galazka in Il ritratto negato
- Augusta Xu-Holland in Sulle ali delle aquile
- Daniela Melchior in Fast X
- Sharon Rooney in Barbie
- Natasha Rothwell in Wonka
- Aisling Franciosi in Demeter - Il risveglio di Dracula
- Patti Harrison in Theater Camp - Un'estate a tutto volume
- Xosha Roquemore in Captain America: Brave New World

### Film d'animazione
- Rabbit School - I guardiani dell’uovo d’oro (Luise)
- Agenzia Segreta Controllo Magia (Gretel)
- Mobile Suit Gundam Hathaway (Emeralda Zubin)
- Thelma l'unicorno (Nikki Narvalo)
- Inside Out 2 (Invidia)
- Cattivissimo me 4 (Margo)

### Serie televisive
- Kiernan Shipka in Le terrificanti avventure di Sabrina, Riverdale
- Simone Ashley in Sex Education
- Kayla Compton in The Flash
- Sarah Grey in Quando chiama il cuore
- Amalia Williamson in Northern Rescue
- Kyra Santoro in The Orville
- Andrea Senior in Bad Blood
- Amalia Williamson in Northern Rescue
- Lou Roy-Lecollinet in Paris, etc.
- Lina El Arabi in Altro che caffè
- Juliana Caicedo in El Chapo
- Niv Sultan in Teheran
- Tamar Amit-Joseph in Unorthodox
- Hanna Ardéhn in Quicksand
- Kate Upton in America’s Next Drag Queen
- Bianca Oosthuizen in One Piece
- Ella Purnell in Fallout
- Erika Henningsen in The Four Seasons

### Soap opera e telenovelas
- Lucia Diez in Velvet Collection

### Serie animate
- Erimi Mushibami in Kakegurui
- Yin in Kody Kapow
- Willow Park in The Owl House - Aspirante strega
- Apple in Home - Le avventure di Tip e Oh
- Elsaria Rahnclave in Übel Blatt
- Pappagallo Robot in Furiki Wheels
- Mandarin Orange in Rainbow Rangers
- Betty Ross in What If...?
- Lee Joohee in Solo Leveling
- Jeanne Foucault / Finesse in Il vostro amichevole Spider-Man di quartiere

## Filmografia

### Film
- Generazione NEET, regia di Andrea Biglione (2021)
- Maschile plurale, regia di Alessandro Guida (2024)

### Programmi televisivi
- Bar Stella (Rai 2, 2021-2022)
- LOL - Chi ride è fuori (Prime Video, 2023) Concorrente
- Prova prova sa sa (Prime Video, 2023) Concorrente
- Ritoccati – serie TV, 6 episodi (Now, 2023)